# Warhammer 40 000
Warhammer 40000 (conocido coloquialmente también como Warhammer 40k, W40k, o simplemente 40k) es un juego de guerra ambientado en un futuro distópico, en donde se mezclan elementos de la ciencia ficción con elementos de la fantasía heroica. Fue creado en 1987 por Rick Priestley y Andy Chambers como un complemento futurista de Warhammer Fantasy Battle, compartiendo sus mecánicas de juego. Cada cierto tiempo se publican expansiones del juego que añaden reglas para combate urbano, asedios planetarios, combate a gran escala, etc. Actualmente el juego se encuentra en su décima edición.
Los jugadores han de ensamblar y pintar miniaturas de unos 28 mm de altura que representan soldados, criaturas o vehículos de guerra. Estas miniaturas se organizan en escuadrones que se usan para combatir contra los ejércitos de otros jugadores en tableros que representan un campo de batalla. Cada jugador coloca un conjunto aproximadamente equivalente en puntos de unidades en un tablero que representa un campo de batalla con terreno hecho a mano o comprado. Los jugadores deben entonces decidir un escenario determinado, desde simples escaramuzas a batallas complejas que pueden incluir la defensa de posiciones y la llegada de refuerzos. Los jugadores mueven las figuras a lo largo del tablero y la distancia real entre las miniaturas juega un papel importante en el resultado de los enfrentamientos. El juego es por turnos, con varios desenlaces posibles determinados por tablas y lanzamiento de dados. Las batallas pueden durar desde unas dos horas hasta un fin de semana entero y las batallas pueden enlazarse para crear campañas. Muchas tiendas de juegos y miniaturas acogen partidas del juego y se organizan con regularidad torneos oficiales auspiciados por Games Workshop.
La ambientación fantástico-espacial de Warhammer 40000 abarca un amplio universo ficticio ubicado en el lejano futuro del cuadragésimo primer milenio que incluye varias facciones y razas como el Imperio del Hombre (un imperio interestelar descentralizado aunque totalitario, que ha gobernado a la gran mayoría de la humanidad durante milenios), los orkos (similares a los orcos de Warhammer Fantasy), los eldar (similares a los elfos de Warhammer Fantasy) y demonios (muy parecidos en ambos universos, aunque la exacta naturaleza de su creación y su existencia varían ligeramente), entre otras. 
El trasfondo y las reglas de juego de cada facción están recogidas en los reglamentos de juego publicados y los códex suplementarios para cada ejército, además de los artículos aparecidos en las revistas de Games Workshop (White Dwarf e Imperial Armour). Citadel Miniatures y Forge World son las compañías encargadas de fabricar las miniaturas.
Diversos juegos de mesa, videojuegos y obras de ficción, además de novelas publicadas por Black Library, una editorial subsidiaria de Games Workshop, han usado el trasfondo de Warhammer 40000.

## Historia

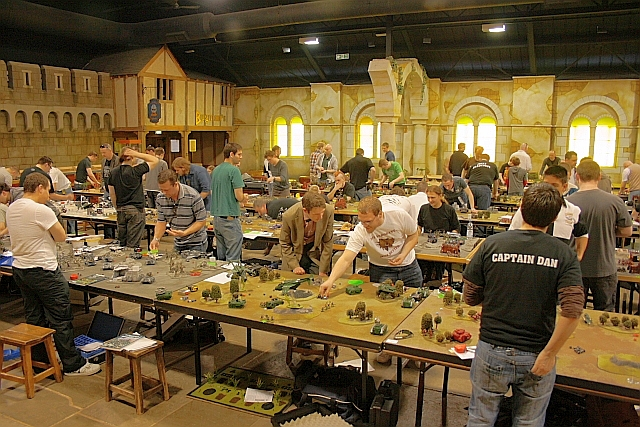
Campeonato de Warhammer 40.000 en la sede central de Games Workshop.

Publicado por primera vez en 1987, Warhammer 40.000 está basado en otro juego de miniaturas que había sido publicado algunos años antes: Warhammer Fantasy Battle (1983). El universo de juego de este último, denominado universo Warhammer Fantasy, es un mundo deliberadamente medieval-fantástico, más propio de los juegos de rol clásicos (como Dungeons & Dragons) y de la literatura asociada a esa temática. Si bien es probable que en el momento del nacimiento de este juego las reglas y otros aspectos del mismo fueran bastante similares a las de Warhammer Fantasy Battle, las de su versión futurista han evolucionado de manera diferente, resultando en un ambiente sombrío y pesimista a la vez que altamente inmerso en temáticas vinculadas a la ciencia ficción, con cierto tinte lovecraftiano.

## Editorial
La compañía británica Games Workshop edita el juego, una multinacional con sede en Nottingham, desde donde exporta el juego. La compañía se encarga tanto del diseño y mantenimiento del mismo, así como de la creación, diseño y manufactura de las distintas miniaturas con las que se forman los diversos ejércitos. Games Workshop promociona 40.000 organizando torneos, convenciones, reuniones, etc. A menudo se pueden encontrar tiendas independientes de maquetismo que comercialicen las miniaturas e implementos necesarios para practicar el juego, aunque sin embargo, las tiendas oficiales persiguen que el cliente potencial pase el mayor tiempo posible en ella para aumentar su afición al juego, por lo que se esmeran en mantener su atención viva en el mismo organizando diversos torneos, campañas, iniciaciones, talleres de pintura, concursos y diversas actividades relacionadas.
Existen diversas razas o ejércitos con los que cada jugador puede jugar. Aparte de la adquisición del reglamento del juego, se hace imprescindible la compra de un códex del ejército elegido donde se detallan las características de este. Tras comprender las reglas y leer las características del ejército seleccionado, se encuentra la actividad vinculada a la afición del modelismo propiamente, a saber: el diseño previo a la contienda de unas tácticas y estrategias, el diseño del ejército en función de las anteriores, la adquisición de las maquetas, el montaje, conversión (es decir, personalización) de las mismas (haciendo normalmente mayor hincapié en las más relevantes y personales, como los generales), pintado y coleccionismo de las mismas, y desarrollo de contiendas. 
El hobby requiere de una actualización constante sobre la información vinculada al mismo (sobre todo en materia de nuevos reglamentos o pequeñas reformas en ciertas reglas preexistentes, por mantenerse en constante cambio a lo largo del tiempo), para lo que se suele acudir a ciertas tiendas especializadas en el tema u otras de alcance más general (usualmente encargadas de una serie de actividades vinculadas al coleccionismo y los juegos, como las cartas coleccionables, los juegos de rol, etc.), o bien adquirir una publicación oficial de la empresa, la revista White Dwarf, que periódicamente actualiza a los jugadores sobre las variaciones sufridas por el juego.

## Ambientación
Warhammer 40.000 está ambientado en un universo apocalíptico neogótico ficticio, cronológicamente situado en el 41.º milenio. Es una época en la que un Imperio Humano domina la galaxia pero sufre ataques desde todos los frentes por diversos alienígenas y humanos traidores corrompidos por el Caos o por rebeldes en pugna secesionista. El Imperio de la Humanidad es un régimen fundamentalista religioso en el que se considera al Emperador (héroe que reunió a todos los humanos de la galaxia bajo un solo gobierno y los lanzó a la conquista de la galaxia en la Gran Cruzada) como el único Dios de la Humanidad. En su tarea de mantener el Imperio unido frente a las constantes amenazas, el Emperador se ve asistido por distintas instituciones. La más destacable de estas son los Marines espaciales, guerreros que luchan en el nombre del Dios-Emperador de la Humanidad. Además de los Marines Espaciales, existen otros cuerpos que les asisten, como la Guardia Imperial, la Armada Imperial, la Inquisición y sus distintas órdenes, y el Adeptus Mechanicus (los científicos militares del Imperio).

## Ejércitos
El juego de miniaturas, consiste básicamente en enfrentar ejércitos sobre un terreno de juego. Estos ejércitos son representados por miniaturas a escala hechas de metal o plástico, representando soldados, vehículos, criaturas monstruosas, entre otras. Cada ejército tiene sus propias características, trasfondo, aspecto, habilidades, reglas especiales, héroes, etc. Toda esta información se agrupa por ejército, en los libros llamados códex (en latín «códice» o «compendio»). Los códex son imprescindibles para conocer cada ejército y poder jugar con ellos. Las razas y distintos tipos de ejércitos disponibles en el juego son las siguientes:

### Imperio de la Humanidad

#### Astra Militarum
Conocida como El Martillo del Emperador, la Guardia Imperial (llamado en alto gótico "Astra Militarum") constituye la primera línea de defensa contra los agresores del Imperio de la Humanidad y los principales mantenedores del orden dentro del mismo. Este ejército está compuesto por millares de soldados de planetas locales que luchan y dan hasta su último aliento por defender el Imperio. En su estructura de acción muchos de sus elementos recuerdan a los ejércitos de ambas Guerras Mundiales con el amplio uso de estructuras defensivas como las trincheras, la preferencia por la artillería frente a otros ejércitos del juego o la presencia de comisarios para controlar la lealtad y el esfuerzo de los soldados. En apariencia externa varían mucho unos regimientos de otros, ya que cada uno tiende a tener un marcado vínculo con el planeta del que provienen. Games Workshop ha lanzado con el paso del tiempo ejércitos que son adaptaciones de diversos teatros de guerra reales a lo largo de la historia, desde tropas de trasfondo germánico y equipación para los ataques con gas de la Primera Guerra Mundial a tropas especializadas en guerra en la selva basadas en la intervención estadounidense de Vietnam, entre muchas otras opciones. 
La Guardia Imperial es la facción más parecida a un ejército moderno, con mucha infantería, tanques, artillería, etc., pero basado principalmente en tácticas y estrategias terrestres al estilo de la Primera Guerra Mundial. Su principal característica es la capacidad de ataque a distancia y su potencial para la guerra mecanizada, aunque disponen de algunas unidades particulares en caso de que deban enfrentarse en combate cuerpo a cuerpo.

#### Marines espaciales
En el trasfondo del juego los marines espaciales son humanos seleccionados para someterse a una gran variedad de extremas modificaciones físicas y genéticas diseñadas a partir del ADN del primarca de su capítulo (en última instancia procedente del mismo Emperador), que los sitúan muy por encima de cualquier ser humano normal y los convierten en los guerreros de élite del Imperio de la Humanidad. Además de estas modificaciones portan habitualmente el mejor equipamiento militar que se puede encontrar en el Imperio y están adoctrinados para ser guerreros inmunes al miedo que seguirán luchando por muy desesperada que la situación resulte.
A la hora de luchar, los marines espaciales funcionan en escuadras de reducido tamaño pero gran potencia de fuego, destinadas preferentemente a lugares donde puedan actuar con precisión quirúrgica o a escenarios donde se necesiten acciones devastadoras y despliegues rápidos. Esta limitación de tamaño, a pesar de todo su potencial, se debe al límite de 1000 hombres por capítulo y a que dichos capítulos actúan habitualmente por separado debido a los acontecimientos y decisiones posteriores a la Herejía de Horus. Una de las razones que explican la popularidad de los Marines Espaciales como ejército jugable es la posibilidad de crear un capítulo propio con los colores y las habilidades que se prefieran según las reglas publicadas por Games Workshop.
Los marines espaciales, debido a las fuertes diferencias de heráldica, estilo de lucha y doctrinas que existen entre sus diferentes formaciones - llamadas capítulos - comprenden hasta un total de 4 codex distintos, que usan una base común pero tienen miniaturas y reglas únicas y específicas para cada uno (codex Marines Espaciales, codex Ángeles Oscuros, codex Ángeles Sangrientos y codex Lobos Espaciales).

#### La Inquisición
La Inquisición es una organización independiente y autogobernada, estructurada en curias conocidas como «Ordos». Existen Ordos muy diversos normalmente organizados en las secciones en que se divide la galaxia (Segmentum). Sin embargo todos los inquisidores forman parte a su vez de Ordos más amplios, tres mayores y un número indeterminado de menores. Los mayores son el Ordo Malleus (cazadores de demonios que cuentan con el apoyo de un capítulo especializado de Marines Espaciales, los Caballeros Grises, con codex propio), el Ordo Hereticus (cazadores de brujas dedicados a acabar con los herejes, mutantes y psíquicos descontrolados que usan como fuerza de combate a las Adepta Sororitas, también conocidas como Hermanas de Batalla, también con codex propio) y el Ordo Xenos (dedicado al estudio de las razas alienígenas opuestas al Imperio y que cuenta con el apoyo de un capítulo especializado de Marines Espaciales, los Guardianes de la Muerte).
La Inquisición puede desplegarse en juego como una fuerza de combate propia, o como una fuerza de combate auxiliar para otro ejército imperial.

#### Caballeros Imperiales
Consta de una única miniatura con diferentes opciones de armamento. Los caballeros imperiales son nobles del imperio que van a la guerra montados en enormes bípodes superpesados, armados con armas colosales y protegidos por un caparazón impenetrable y escudos de energía.
Pueden desplegarse como una pequeña formación aliada de otro ejército imperial o como un ejército propio de hasta 6 caballeros imperiales.

#### Adeptus Mechanicus
Es el ejército de Marte y cuentan con la tecnología más avanzada que posee el imperio en la actualidad. Este está dividido en dos partes:
- Skitarii: son los recolectores de tecnología marchando por toda la galaxia

- Culto Mechanicus: propagan su fe al dios máquina pero solo con muerte.

### Marines Espaciales del Caos
Los Marines Espaciales del Caos son aquellos marines que renunciaron al Emperador y abrazaron los poderes del Caos. La mayor parte de ellos forman parte de las legiones que participaron en la Herejía de Horus pero también incluyen capítulos renegados posteriores. La Herejía de Horus fue una traición en la que la mitad de las legiones de Marines Espaciales se volvieron contra el Emperador y, bajo el mando de Horus, el mayor de los primarcas, estuvieron a punto de destruir el Imperio. Desde la perspectiva imperial representan el mal absoluto y parecen estar interesados solo en el poder y la experimentación de todos los placeres físicos y mentales mientras causan grandes males a otras razas del universo del juego y especialmente al Imperio de la Humanidad. Pueden adorar a todos los dioses del caos en su forma de Caos absoluto o a un dios en concreto (Khorne, Slaanesh, Nurgle o Tzeentch).
En juego los Marines Espaciales del Caos comparten muchas de las características de los Marines Espaciales leales pero suplen la falta de adelantos o repuestos tecnológicos con el apoyo de unidades demoníacas, poderes caóticos o mutaciones provenientes de los dioses a los que sirven.

### Demonios del Caos
Antiguamente sólo constituían una opción del ejército de Marines Espaciales del Caos, pero desde la 5.ª edición constituyen un ejército independiente y completo.
Siervos y creaciones de los dioses oscuros, los demonios del Caos son entidades del espacio disforme creadas y alimentadas por las emociones y sentimientos más oscuros de los seres del plano real. Cada demonio tiene unas características únicas que reflejan la naturaleza de su dios madre. Así, los demonios de Khorne, el dios de la sangre y las batallas, suelen ser rojos y agresivos y dominan el combate cuerpo a cuerpo; los demonios de Tzeentch, el dios de la hechicería y las maquinaciones, suelen tener colores azulados o rosados y a veces características de ave, y son maestros de la magia oscura y los engaños en la batalla; los demonios de Nurgle, dios de la pestilencia y la enfermedad, tienen colores pútridos y son lentos, pero las pústulas y enfermedades que los acompañan, lejos de debilitarlos, los hace más resistentes e insensibles al dolor; y los demonios de Slaanesh, el dios de la sensualidad y los excesos, tienen colores púrpuras y pálidos, y tienen aspecto y argucias sensuales, que unidos a su velocidad sobrehumana, les permite despedazar a sus víctimas con sus garras.
En juego se puede desplegar el ejército con unidades de un mismo dios oscuro, o como una combinación de varios, supliendo entre sí las carencias que puedan tener las otras unidades y convirtiéndose en una fuerza destructora eficiente. Su principal característica es que les afectan las tormentas de disformidad de su mundo natal, pues sus incursiones en el plano real son temporales.

### Eldar
Los eldar representan los restos de la raza que dominaba la galaxia cuando los humanos aún estaban en estado primitivo. Llevaron a su civilización a su punto álgido de poder pero su decadencia moral provocó el nacimiento del más joven de los dioses del caos, Slaanesh, príncipe de los excesos, cuyo nacimiento produjo una explosión a nivel galáctico que aniquiló el imperio de los eldar. Los que ahora son conocidos simplemente como eldar fueron los que lograron escapar del cataclismo en sus enormes mundos astronave y ahora vagan por las estrellas.
Debido a su escaso número basan su ataque en la astucia y la adivinación psíquica más que en la fuerza bruta. Los eldar son orgullosos y arrogantes, más sensibles que los humanos. También son algo más frágiles pero poseen tecnología arcana y armas de disparo muy poderosas aunque a veces utilizadas por un único tipo de tropa, dando lugar a tropas más especializadas con funciones específicas que requieren una mayor habilidad estratégica. El aspecto de las miniaturas es estilizado y orgánico, con abundancia de formas curvas.
Su característica en el juego de mesa es el despliegue de unidades rápidas y con una función muy específica en el terreno de batalla, con predilección por los ataques de disparo.

### Eldars oscuros
Son los eldars que sobrevivieron a la caída que arrasó su civilización que no escaparon en los mundos astronave. Mientras que los eldar de los mundos astronave son equilibrados y armoniosos, los eldar oscuros se dejan dominar por el exceso, emulando las prácticas que llevaron a la caída de su civilización. Son crueles y despiadados, con estética próxima a la sadomasoquista de pinchos, cadenas y cuero y con predominancia de negros, púrpuras, y toda clase de colores oscuros. Se dedican a la piratería a lo largo de la galaxia y realizan incursiones relámpago para obtener esclavos. Los Eldars oscuros son el reflejo de lo que eran los eldars anteriores a la caída. Su estilo de vida les ha llevado a vivir del dolor, ya sea autoinflingido, o del dolor de otros.
Habitan en la Telaraña, un lugar entre el plano disforme y el real, en la ciudad llamada Comorragh, un lugar donde siempre es de noche y una niebla espesa y oscura lo cubre todo. Los Eldars Oscuros están organizados en Cábalas, aunque existen otras agrupaciones como los cultos de brujas y los cónclaves de hemónculos, que son independientes a las cábalas, pero pueden colaborar en determinadas ocasiones. Los miembros de éstas se protegen entre sí frente a los otros Eldars Oscuros, pero se unen contra un enemigo común. Los señores de las Cábalas son denominados Arcontes y esclavizan de forma implacable a sus prisioneros para luego torturarlos.
En juego son una fuerza frágil pero tremendamente rápida y con potencia de disparo y asalto considerables, y su poder del dolor les otorga habilidades en combate que los hace algo más duraderos y peligrosos en cuerpo a cuerpo.

### Necrones
Los Necrones (Necrontyr) fueron una de las primeras razas en habitar la galaxia pero su sol enfermizo les convertía en seres de corta vida. Ante el temor a la muerte hicieron un pacto con los antiguos dioses estelares conocidos como los C'Tan quienes les brindaron la inmortalidad en cuerpos mecánicos pero convirtiéndolos en sus esclavos por toda la eternidad. Tras convertirse en servidores de los C´tan los Necrones lucharon exitosamente contra los Ancestrales, creadores de diversas razas en la galaxia. Tras destruir a sus enemigos, los necrones se volvieron en contra de sus nuevos amos y destruyeron o esclavizaron a los C'Tan. Sin embargo cuando la vida en la Vía Láctea se vio mermada por los enfrentamientos decidieron entrar en hibernación y permanecieron así durante los últimos 60 millones de años. En el trasfondo actual del juego han despertado hace poco y desean recuperar la galaxia que antaño fue suya por derecho.
Los Necrones son un ejército compuesto enteramente de máquinas de combate, siendo incluso su infantería criaturas mecánicas. Tienen una alta potencia y cadencia de disparo a medio alcance, y juegan a saturar a sus enemigos con tantos disparos que no pueden salvarlos todos. Además, sus armas causan estragos especialmente en vehículos, y son capaces de levantar de nuevo a sus soldados caídos en combate mediante los protocolos de reanimación.

### Orkos
Basados en principio en los orcos tradicionales, el juego paralelo Gorkamorka (un juego diseñado por Andy Chambers que representa luchas entre bandas orkas en los desiertos) acabó por darles un aspecto sacado de las películas de la trilogía Mad Max. Es una raza alocada y juerguista, violenta por naturaleza cuyo manejo se centra más en la simple diversión del juego que en la estrategia pura. En Warhammer 40.000 a los orkos se les llama «pieles verdes» o simplemente «pielesverdes»; en la versión en español su nombre es orkos debido a que en su material de trasfondo se utiliza la letra «k» en vez de la «c» y la «z» en vez de la «s» como adaptación de su lenguaje en el original en inglés (donde escriben de una forma fonética que se aleja del estándar aceptado en ese idioma) y para acercar su forma de hablar a su ambientación anárquica y violenta.
Los orkos, liderados por un poderoso kaudillo, realizan campañas que reciben el nombre de Waaagh! durante las que todos los orkos de sectores espaciales enteros dejan de combatir entre ellos y se lanzan a guerras a gran escala capaces de arrasar sistemas solares enteros contra los objetivos que sus líderes decidan.

### Tiránidos
Guerreros alienígenas superdepredadores provenientes de otra galaxia y guiados por la Mente Enjambre, una conciencia superior que rige y ordena a cada criatura del enjambre, y que, se dice, es posiblemente la mayor mente del universo. Destacan por su enorme versatilidad aunque enfocada al combate cuerpo a cuerpo. Actúan de un modo parecido al de un enjambre de insectos en el cual prima la supervivencia del enjambre frente a la de las criaturas que lo componen. Sus tropas ligeras son sorprendentemente veloces y extremadamente numerosas, criaturas de tamaño medio actúan como oficiales de ejército, transmitiendo las órdenes y coordinando el enjambre, mientras enormes mastodontes orgánicos que hacen las veces de tanques y comandantes al mismo tiempo arrasan todo lo que se encuentra a su paso.
Contrariamente a los necrones todo está vivo en este ejército, incluyendo las armas y la munición: invaden planetas, devoran toda su biomasa y la absorben y asimilan su información genética en el proceso. En la historia de la Galaxia en Warhammer 40.000 los tiránidos han invadido la galaxia en tres grandes flotas. Estas son, por orden cronológico, Behemoth, Kraken y Leviathan, aunque existen flotas menores, ya sea porque se han escindido de las tres nombradas y han seguido su propio curso, o porque provienen de forma independiente de formaciones menores.

### Imperio Tau
Los Tau son humanoides de color gris azulado que carecen de nariz, de estatura media y de complexión normal, aunque son ligeramente más bajos que un humano medio. Son distinguibles sus piernas, similares a las humanas hasta las rodillas pero con pezuñas en vez de pies. Además, gracias a su avanzada tecnología conducen grandes armaduras y vehículos levitantes de combate dotadas de grandes armas de disparo. Son un imperio relativamente joven siendo originalmente descubiertos alrededor del 34º milenio en un estado de tribus primitivas, por lo que su rápida evolución y desarrollo en los siguientes seis milenios han provocado gran asombro entre los estudiosos imperiales
La ideología de los Tau es la unión pacífica cooperativista para obtener entre todos un bien común (Bien Supremo), dividiendo sus sociedad en cinco Castas que trabajan conjuntamente. Esta ideología permite la unión y colaboración con otras razas como los kroot o los véspides.
Destacan ampliamente en el ataque a largo alcance, siguiendo tácticas y estrategias más propias de la guerra moderna que de épocas anteriores, usando miniaturas que disparan a larga distancia y con mucha potencia de fuego y movilidad, pues son pobres en el cuerpo a cuerpo. Para esto último están aliados con los kroot, un conjunto alienígenas aviarios especializados en combate cuerpo a cuerpo.

## Reglas
Se desarrolla con dos o más jugadores, cada uno desplegando un grupo de unidades. El tamaño y composición de este grupo, denominados como ejércitos, están determinados por un sistema de puntos, donde cada unidad (modelo o conjunto de modelos) es asignado un valor proporcional a su rol en el campo de batalla y a su equipamiento. Antes de un juego, los jugadores acuerdan cuántos puntos se van a utilizar como el máximo puntaje total de cada ejército y cada jugador genera hasta ese nivel. La composición de estos ejércitos está determinado por las reglas del manual básico de Warhammer 40 000 y en los diferentes manuales específicos por ejércitos denominados "Codex". Gran parte de este proceso de creación de ejércitos sucede previo al juego en si por el tiempo de elaboración de las listas adecuadas al puntaje a utilizar. Usualmente el tamaño de estos juegos varía entre 500 y 2000 puntos en una mesa de cuatro pies de ancho y ocho pies de largo, pero también se pueden jugar juegos mucho más grandes. 
Al inicio de cada partida, se determina una cantidad de reglas y de objetivos para la batalla. En estos escenarios o misiones, como se suelen llamar, se le asignan a los jugadores objetivos básicos que pueden, por ejemplo, ser defender o capturar una sección del tablero o destruir al ejército enemigo. Reglas adicionales pueden representar combates en diferentes momentos del día (como "combates nocturnos") o a la influencia del medio ambiente en las habilidades de las tropas. Estos escenarios pueden ser más simples, tomando poco más de una hora para terminar, o pueden ser más complejos y necesitar varias horas o incluso días en ser completados. Una serie de escenarios pueden ser organizados en una campaña, donde dos o más jugadores compiten entre ellos en varios combates. Estas campañas pueden tener sus propias reglas especiales, y usualmente están ligadas a la historia que se desarrolla basado en los resultados de cada escenario. Muchos de estos escenario y campañas están diseñadas por Games Workshop e impresos en los "codices", manuales, suplementos o en White Dwarf. Alternativamente los jugadores puede diseñar sus propios escenarios o crear nuevas campañas con escenarios pre determinados.
Se divide en "fases" donde cada jugador mueve sus unidades, manifiesta poderes psíquicos (si tienen alguno), disparan, cargan hacia otra unidad y se enfrentan en combate cuerpo a cuerpo. En la fase de Movimiento, el jugador determina la dirección y distancia individual de cada unidad, a menos que una regla especial establezca lo contrario. Algunas unidades pueden mover más que otras en un solo movimiento, y el terreno puede inhibir el movimiento. En la fase de disparo, el jugador tiene la oportunidad de realizar ataques de larga distancia a unidades que se encuentran dentro del alcance establecido en el perfil del arma de fuego a usar. En la fase de Asalto, las unidades pueden participar en combates cuerpo a cuerpo con unidades enemigas cercanas. En la fase de carga, el jugador declara la(s) unidad(es) que quiere cargar. A continuación, el enemigo resuelve el disparo de "Overwatch" (reacción). En la fase de lucha, las tropas participan en combate cuerpo a cuerpo. Las unidades se amontonan y las unidades que cargaron intentan golpear al enemigo. Luego de esto, el resto de las unidades intentarán golpear en orden del jugador cuyo turno esté jugando intercalándose cada unidad con el contrincante. Las bajas se resuelven y, por lo general, un lado tendrá que pasar un control de moral o retroceder. También hay una fase psíquica, en la que los jugadores pueden utilizar modelos conocidos como Psíquicos para realizar acciones especiales (que se determinan, algunas al azar, antes del juego) que ningún otro modelo puede hacer. Después de que un jugador completa todas las fases, el turno se pase al jugador contrario. Los impactos y fallas de armas, se determinan mediante el lanzamiento de un dado de seis caras (tenga en cuenta que los libros de reglas usan la palabra "dados" para referirse a un solo dado) y las características de la unidad.
A diferencia de algunos wargames , Warhammer 40 000 no se juega en un mapa hexagonal ni en ningún tipo de tablero predefinido. En cambio, las unidades se pueden colocar desde 12 pulgadas desde el borde hasta el borde de la mesa. El rango entre las unidades es importante durante cada fase del juego. La distancia se mide en pulgadas usando una regla. Para determinar la línea de visión se mide desde la "vista de modelo": los jugadores pueden inclinarse para observar el tablero desde el punto de vista del modelo específico.  La victoria está determinada por puntos, otorgados por completar objetivos y / o destruir unidades enemigas.
Benjamin Fox, en "The Performance of War Games", argumenta que la interacción de los jugadores en el campo de batalla refleja todas las partes de una "actuación": guion, drama y teatro. Compara juegos de guerra como Warhammer Fantasy Battle y Warhammer 40 000 con juegos de rol como Dungeons & Dragons y toma nota de la naturaleza dinámica de las batallas, donde cada conflicto es diferente al anterior.
El terreno es también una parte importante del juego. Aunque Games Workshop vende kits de terreno, muchos aficionados prefieren hacer sus propias piezas elaboradas y únicas. Artículos domésticos comunes como latas de bebidas gaseosas, tazas de café, material de embalaje de poliestireno y botellas de píldoras pueden transformarse en catedrales en ruinas, hábitats extraños u otros terrenos con la adición de tarjetas de plástico, masilla y la habilidad y creatividad del modelador.

## Ediciones

### Rogue Trader (1987)
La primera edición del juego, Warhammer 40 000: Rogue Trader, fue publicado en 1987. El diseñador de juegos Rick Priestley creó las reglas originales (basándose en la contemporánea segunda edición de Warhammer Fantasy Battle) junto con el mundo de Warhammer 40 000. El juego de Rogue Trader estaba fuertemente orientado como un juego de rol más que en los Wargames. Esta versión original vino como un libro de reglas muy detallado, aunque bastante confuso, que lo hizo más adecuado para el combate entre pequeñas escaramuzas. Gran parte de la composición de las unidades se determinaba al azar, lanzando dados. Algunos elementos (bólteres, rifles láser, granadas de fragmentación, armaduras Terminator) se pueden ver en un conjunto de reglas de juegos de guerra anterior llamado Laserburn (producido por la empresa ya desaparecida, Tabletop Games) escrito por Bryan Ansell. Estas reglas fueron luego ampliadas tanto por Ansell como por Richard Halliwell (ambos terminaron trabajando para Games Workshop), aunque las reglas originalmente no eran precursoras de Rogue Trader.
Además, el material complementario se publicó continuamente en la revista White Dwarf, que proporcionó las reglas para nuevas unidades y modelos. Finalmente, White Dwarf proporcionó las "listas de ejército" apropiadas que podrían usarse para crear fuerzas más grandes y más coherentes de lo que era posible en el libro de reglas principal. Estos artículos fueron publicados de vez en cuando en libros de expansión junto con nuevas reglas, trasfondos e ilustraciones. Todos los diez libros fueron lanzados para la edición original de WH40K: "Capítulo Aprobado - Libro de Astronomican", "Compendio", "Compilación Warhammer 40,000", "Waaagh - Orkos", dos "Reino del Caos" ("Esclavos de la Oscuridad" y "Los Perdidos y los Condenados"), "'Ere we Go", "Freebooterz", "Manual de Batalla" y "Manual de Vehículos". El 'Manual de Batalla' no solo modificó y codificó las reglas de combate, sino que proporcionó estadísticas actualizadas para la mayoría de las armas en el juego. El 'Manual de vehículos' contenía un nuevo sistema para la gestión del vehículo sobre la mesa que pretendía reemplazar las reglas bastante torpes del manual de tapa dura y en el compendio de tapa blanda roja, tenía un sistema de localización objetivo inventivo que usaba retícula de acetato para simular el arma golpea las siluetas del vehículo con diferentes valores de armadura para diferentes ubicaciones (como ruedas, compartimiento del motor, almacén de municiones, etc.). 'Waaagh - Orkos' era un manual introductorio a la cultura y fisiología orka y no contenía reglas pero era puro trasfondo puro ("fluff"), otros libros con temática orka en cambio estaban repletos de listas de ejército no solo para clanes orkos mayores sino también para piratas de pieles verdes y atuendos mercenarios. Los libros del "Reino del Caos" eran sólidos tomos de tapa dura, que incluían reglas para el Caos en Warhammer 40,000, Warhammer Fantasy Roleplay y Warhammer Fantasy Battle (3rd Ed.).

### Segunda edición (1993)
La segunda edición de Warhammer 40,000 se publicó a fines de 1993. Este nuevo curso para el juego se forjó bajo la dirección del editor Andy Chambers . La segunda edición vino en un conjunto en caja que incluía miniaturas de Marines Espaciales y orcos, paisajes, dados y las reglas principales. Un conjunto de caja de expansión titulado Milenio Oscuro fue lanzado más tarde, que incluía reglas para los poderes psíquicos. Otro rasgo del juego fue la atención prestada a los "personajes especiales" que representaban a individuos específicos del trasfondo, que tenían acceso a equipos y habilidades más allá de los de los demás; la edición anterior solo tenía tres perfiles "heroicos" genéricos para cada ejército: "campeón", "héroe menor" y "héroe mayor".

### Tercera edición (1998)
La tercera edición del juego fue lanzada en 1998 y, al igual que la segunda edición, se concentró en la racionalización de las reglas para batallas más grandes. Las reglas de la tercera edición fueron notablemente más simples. El libro de reglas estaba disponible solo, o como un conjunto con una caja con miniaturas de Marines Espaciales y los Eldar Oscuros recién introducidos . El sistema de 'códices' del ejército continuó en la tercera edición.
Hacia el final de la tercera edición, se introdujeron cuatro nuevos códices del ejército: las razas xeno (es decir, alienígenas) de los necrones y los tau y los dos ejércitos de la Inquisición: los Ordo Malleus (llamados Cazadores de Demonios) y el Ordo Hereticus (llamado Cazadores de Brujas); elementos de los últimos dos ejércitos habían aparecido antes en material suplementario (como Reino del Caos y Codex: Hermanas de Batalla). Al final de la tercera edición, estos ejércitos fueron relanzados con nuevas ilustraciones y listas de ejército. El lanzamiento del Tau coincidió con un aumento en la popularidad del juego en los Estados Unidos.

### Cuarta edición (2004)
La cuarta edición de Warhammer 40,000 se lanzó en 2004. Esta edición no incluía tantos cambios importantes como las ediciones anteriores, y era "compatible con versiones anteriores" de cada ejército. La cuarta edición se lanzó en tres formas: la primera era una versión de tapa dura independiente, con información adicional sobre pintura, construcción de escenarios e información del trasfondo sobre el universo de Warhammer 40,000. El segundo era un juego en caja, llamado Batalla por Macragge, que incluía una versión compacta de tapa blanda de las reglas, los dados, las plantillas y las miniaturas de Marines Espaciales y Tiránidos . El tercero era una edición de coleccionista limitada. Batalla por Macragge era un "juego en una caja", dirigido principalmente a principiantes. La batalla por Macragge se basó en la invasión tiránida del planeta natal de los Ultramarines, Macragge. Se lanzó una expansión llamada The Battle Rages On! , que presentó nuevos escenarios y unidades, como el Guerrero Tiránido .

### Quinta edición (2008)
La quinta edición de Warhammer 40,000 se lanzó el 12 de julio de 2008. Si bien existen algunas diferencias entre la cuarta y la quinta edición, el conjunto de reglas generales comparte numerosas similitudes. Los libros del Codex diseñados antes de la quinta edición siguen siendo compatibles con solo algunos cambios en la forma en que funcionan esos ejércitos. El reemplazo del juego de inicio de Batalla de Macragge de la edición anterior se llamó Asalto en Black Reach, que presenta un libro de reglas de bolsillo (que contiene el conjunto de reglas completo pero omite las secciones trasfondo y afición del libro de reglas de tamaño completo) y ejércitos de Orcos y Marines Espaciales. Cada ejército contiene una opción HQ, ya sea un Jefe Orco o un Capitán Marines Espaciales.
Las nuevas adiciones a las reglas incluyen la capacidad de los modelos de infantería para "ir a tierra" cuando están bajo fuego enemigo, proporcionando protección adicional a costa de la movilidad y el tiro mientras se sumergen para protegerse. Se necesita una línea de visión real para disparar a los modelos enemigos. También se presenta la capacidad de correr, por lo que las unidades pueden renunciar a disparar para cubrir más terreno. Además, la cobertura se ha cambiado para que ahora sea más fácil para una unidad obtener un ahorro de cobertura. El daño a los vehículos se ha simplificado y reducido significativamente, y los tanques ahora pueden embestir a otros vehículos. Algunas de estas reglas se modelaron según las reglas que existían en la Segunda Edición, pero que se eliminaron en la Tercera. Del mismo modo, los códices de la 5.ª edición han visto un retorno de muchas unidades recortadas previamente en la edición anterior por tener reglas difíciles de manejar. Estas unidades se han recuperado en gran medida con la mayoría de sus antiguas reglas optimizadas para la nueva edición. Los lanzamientos de la quinta edición se centraron principalmente en las fuerzas de los Marines Espaciales, incluida la abolición de los Cazadores de Demonios en favor de un ejército compuesto casi exclusivamente por Caballeros Grises, un capítulo especial de los Marines Espaciales, que en ediciones anteriores había proporcionado las opciones de élite del ejército del Cazador de Demonios. Otro cambio importante fue el cambio de figuras de metal a kits de resina .

### Sexta edición (2012)
La sexta edición fue lanzada el 23 de junio de 2012. Los cambios a esta edición incluyen la adopción de un sistema de tarjeta opcional de Poder Psíquico similar al producto hermano del juego Warhammer Fantasy Battle , así como la inclusión de reglas completas para vehículos voladores y monstruos y una reelaboración importante de la forma en que el daño se resuelve contra los vehículos. También incluye reglas ampliadas para una mayor interacción con el escenario y un combate cuerpo a cuerpo más dinámico. Además de actualizar las reglas existentes y agregar nuevas, la 6.ª edición introdujo varios otros cambios importantes: el sistema de la Alianza, en el cual los jugadores pueden traer unidades de otros ejércitos para trabajar con las suyas, con diferentes niveles de confianza; la elección de tomar una fortificación como parte de tu fuerza; y los rasgos del Señor de la Guerra, que le permitirán al Comandante de un jugador obtener un rasgo categóricamente aleatorio que pueda ayudar a sus fuerzas en diferentes situaciones. Reemplazando el conjunto de caja "Asalto en Black Reach" está el conjunto de la caja "Venganza oscura" que incluye los modelos de los Ángeles Oscuros y Marines Espaciales del Caos. Algunos de los conjuntos de cajas de lanzamiento anticipado de Venganza Oscura contenían una edición limitada del Capellán Interrogador para los Ángeles Oscuros.

### Séptima edición (2014)
Anunciado en la edición 15 de White Dwarf , pre-pedidos para el 17 de mayo y fecha de lanzamiento del 24 de mayo de 2014. 
La 7.ª edición vio varios cambios importantes en el juego, incluida una fase psíquica dedicada, así como la forma en que los poderes psíquicos funcionaron en general, y los objetivos tácticos modificables a mitad de juego. Los Objetivos Tácticos les darían a los jugadores formas alternativas de ganar Puntos de Victoria, y así ganar juegos. Estos objetivos podrían cambiar en diferentes puntos durante el juego.
Además de estas adiciones, la 7.ª edición brindó una nueva forma de organizar listas del ejército. Los jugadores podían jugar como Forjados en Batalla, haciendo una lista de la misma manera que la 6.ª edición, o Unbound, lo que permitía al jugador usar cualquier modelo que deseara, sin tener en cuenta el Organigrama de la Fuerza. Las bonificaciones se otorgan a los ejércitos forjados en batalla. Además, las unidades de Señor de la Guerra, que son unidades poderosas que anteriormente solo se permitían en juegos de gran escala ("Apocalipsis"), ahora están incluidas en el libro de reglas estándar, y son una parte normal de la Carta de Organización de la Fuerza.

### Octava edición (2017)
Anunciado el 22 de abril de 2017 en la página de Warhammer Community, pre-pedidos para el 3 de junio y fecha de lanzamiento del 17 de junio de 2017.
La 8.ª edición fue una revisión importante de la edición anterior del juego, simplificando el sistema y homogeneizando los perfiles de tropas y vehículos, lo que facilita a los nuevos jugadores entrar en el hobby y comenzar a jugar. A este respecto, el juego introdujo el concepto de Tres Maneras de Jugar: Abierto, Igualado y Narrativo. El conjunto de reglas se simplificó hasta 14 páginas, como un folleto PDF gratuito disponible en el sitio web de Games Workshop. Las reglas más complejas aún permanecen en la mecánica del juego, que se encuentra en el manual de tapa dura actualizado, introduciendo el concepto de Estratagemas y Puntos de mando con las que gestionarlas, que se reciben en función de la organización del ejército.
El trasfondo detrás de la 8.ª edición también ha avanzado. La galaxia ha sido dividida por la mitad con la Cicatrix Maledictum por fuerzas de Caos, separando el Imperio en dos partes y dejando a casi la mitad (el Imperium Nihilus) sin la luz del Astronomicon, con Roboute Guilliman, Primarca de los Ultramarines, regresando para liderar el Imperio como Lord Comandante y comenzando con la recuperación de mundos devastados a través de la Cruzada Indomitus.
La 8.ª edición también presentó una nueva caja de iniciación llamado "Imperio Oscuro", que presentaba una nueva evolución de facciones: Marines Espaciales Primaris (unos marines espaciales mejorados por las investigaciones de Belisarius Cawl), así como la reintroducción de nuevos personajes y reglas para La Guardia de la Muerte.

### Novena Edición (2020)
La novena edición salió publicada finalmente en verano del año 2020, introdujo nuevas mecánicas y sistemas de juego como el modo cruzada.
El trasfondo principal de esta edición son las batallas relacionadas con la Cruzada indomitus, por lo que antes del lanzamiento de las cajas de inicio de esta edición salió una caja edición limitada, Caja Indomitus. Esta caja contiene figuras únicas de Marines Espaciales y Necrones.
Las demás cajas de inicio también son de Marines contra Necrones, y se venden en 3 formatos de tamaño y precio.

### Décima Edición (2023)
La décima edición salió publicada finalmente en verano del año 2023.
La caja "Leviatán" incluía a los renovados tiranidos para que se enfrenten a los marines.

## Adaptaciones

### Juego de rol
Al igual que Warhammer Fantasy Battle fue adaptado a juego de rol en 1986 (con el título Warhammer Fantasy Roleplay, Warhammer, el juego de rol en su traducción al castellano) Warhammer 40.000 fue adaptado a su vez a juego de rol en 2008 con el título Warhammer 40,000 Roleplay. El primer libro de la gama se titula Dark Heresy y ha sido traducido al castellano en noviembre de 2008 por la editorial sevillana Edge Entertainment.

### Película
El 13 de diciembre de 2010 se lanzó directamente en DVD Ultramarines: Una película de Warhammer 40,000, una película de animación por ordenador de ciencia ficción que se basa en el capítulo de los Ultramarines de los Marines Espaciales. Dan Abnett, escritor asociado a Black Library dentro de Games Workshop, fue el encargado de desarrollar el guion y Codex Pictures, una compañía británica, se encargó de la adaptación bajo licencia de Games Workshop. La película usa tecnología de captura de movimientos de la compañía Imge Metrics para las caras de la compañía Image Metrics.  